# Championnat de France de hockey sur glace 1967-1968
Saison précédente Saison suivante
La saison 1967-1968 est la 47e saison du championnat de France de hockey sur glace.

## Résultats

### Championnat de Paris
5 équipes : 
- Croix
- US Métro
- CSGP (Lions de Paris)
- FV Paris
- ACBB

### Championnat des Alpes
4 équipes : 
- Grenoble/Villard
- Gap
- Saint-Gervais
- Chamonix

### Finale nationale
Les matchs de finale nationale se déroulent à Grenoble du 29 au 31 mars 1968 sauf pour la rencontre entre l'ACBB et les Français Volants qui se joue à Boulogne Billancourt. 
- ACBB - Français Volants : 5-1
- Grenoble/Villard - Chamonix : 3-6
- Grenoble/Villard - Français Volants : 7-1
- Chamonix - AC Boulogne-Billancourt : 3-3
- Grenoble/Villard - AC Boulogne-Billancourt : 6-4
- Chamonix - Français Volants : 8-4

| Place | Club             | Points |
| ----- | ---------------- | ------ |
| 1er   | Chamonix         | 5      |
| 2e    | Grenoble/Villard | 4      |
| 3e    | ACBB             | 3      |
| 4e    | Français Volants | 0      |

## Bilan
24e titre de champion de France pour le Chamonix Hockey Club.